# Прокушев, Иван Устинович
Ива́н Усти́нович Про́кушев (1911, Глазовский уезд, Вятская губерния — не ранее 1986) — советский партийный и военный деятель, полковник.

## Биография
Родился в 21 июля 1911 году в деревне Кабаны.
С 1929 года — на хозяйственной работе в Новосибирской области. В 1932 году вступил в ВКП(б). В 1932—1935 годы служил в Красной армии.
В конце 1930-х годов — первый секретарь Осинниковского горкома ВКП(б); был делегатом (от Новосибирской областной парторганизации; с совещательным голосом) XVIII съезда ВКП(б) (10—21 марта 1939).
С началом Великой Отечественной войны пошёл добровольцем в РККА, служил в 23-й запасной стрелковой бригаде Сибирского военного округа (Новосибирск), которая в сентябре 1941 года была переформирована в 23-ю запасную лыжную стрелковую бригаду. И. У. Прокушев был назначен политработником в один из отдельных лыжных батальонов.
C декабря 1941 года — в боях Великой Отечественной войны (Карельский фронт; лыжные батальоны были включены в состав Кандалакшской оперативной группы войск 14-й армии). С 16 февраля 1942 — начальник политотдела Отдельной (с 31.3.1942 — 4-й отдельной) лыжной бригады, сформированной из отдельных лыжных батальонов (с 4.4.1942 — в составе 19-й армии). С 19 мая 1942 — начальник политотдела 3-й отдельной стрелковой, с 11.9.1942 — 32-й отдельной лыжной бригады (командир бригады — подполковник И. А. Горохов, начальник штаба — гвардии майор Ю. Б. Заславский). Участвовал в боевых операциях в тылу врага, в Свирско-Петрозаводской наступательной операции (июнь — август 1944), освобождении Суоярвского и Питкярантского районов Карелии.
С декабря 1944 — заместитель по политчасти командира 32-й отдельной горнострелковой бригады (в составе 126-го лёгкого горнострелкового корпуса). С февраля 1945 — в боях на 4-м Украинском фронте, участвовал в Моравско-Островской наступательной операции (март — май 1945), в Пражской операции (5—11 мая 1945).
В составе 32-й отдельной горнострелковой бригады участвовал в советско-японской войне (1-й Дальневосточный фронт). В послевоенное время служил на Чукотке (посёлок Урелики).
В 1948-1961 годах - первый секретарь Киселевского горкома КПСС, заместитель заведующего отделом партийных органов Кемеровского обкома КПСС, слушатель Кемеровской облпартшколы, первый секретарь Анжеро-Судженского горкома КПСС.
Умер 1 февраля  1989 года в г. Ильичевск Одесской области, Украинская ССР.

## Награды
- орден «Знак Почёта» (февраль 1939) — за досрочное выполнение плана добычи угля осинниковским трестом «Молотовуголь»[2][3]
- орден Отечественной войны I (24.7.1945[3], 6.4.1985[7]) и II степени (28.8.1944[4], 6.9.1944[6])
- орден Красной Звезды (15.5.1945)[8]
- медали, в том числе:
  - «За оборону Советского Заполярья» (5.12.1944)[3]
  - «За победу над Германией» (9.5.1945)[2]
  - «За победу над Японией» (30.9.1945)[9]

## Комментарии
1. ↑  Деревня Кабаны, относившаяся к Ухтымской волости Глазовского, в 1920-е годы — Нолинского уезда, в последующем входила в состав Ухтымского сельсовета Богородского района; не сохранилась, ныне — урочище в том же районе Кировской области[1].